# Фінська Вікіпедія
Фінська Вікіпедія (фін. Suomenkielinen Wikipedia) — розділ Вікіпедії фінською мовою. Створений в кінці 2002 року. Зараз цей розділ знаходиться на 25-му місці у списку Вікіпедій за кількістю статей, розташований між норвезькою (букмол) і турецькою Вікіпедіями.
Фінська Вікіпедія станом на 27 березня 2025 року містить 590 896 статей, 599 166 зареєстрованих користувачів, 1588 активних дописувачів, 36 адміністраторів
. Загальна кількість сторінок в фінській Вікіпедії — 1 529 737, редагувань — 23 078 353, завантажених файлів — 77 954
. Глибина (рівень розвитку мовного розділу) фінської Вікіпедії середня і становить 38.1 пунктів
.

## Статистика
- 500 000 статей — 28 грудня 2020
- 400 000 статей — 29 серпня 2016
- 350 000 статей — 9 липня 2014
- 300 000 статей —  26 червня 2012
- 250 000 статей — 25 вересня 2010
- 200 000 статей — 12 квітня 2009
- 100 000 статей — 11 лютого 2007
- 75 000 статей — 19 серпня 2006
- 50 000 статей — 21 лютого 2006
- 25 000 статей — 27 червня 2005
- 10 000 статей — 14 жовтня 2004
- 5 000 статей — квітень 2004
- 1 000 статей — вересень 2003